# 尼崎の森中央緑地
兵庫県立尼崎の森中央緑地（ひょうごけんりつ あまがさきのもり ちゅうおうりょくち）は、兵庫県尼崎市臨海部にある県立の都市公園。尼崎21世紀の森構想の中心拠点として、開園後も数十年の長期に渡り拡張整備が進められる計画である。

## 沿革

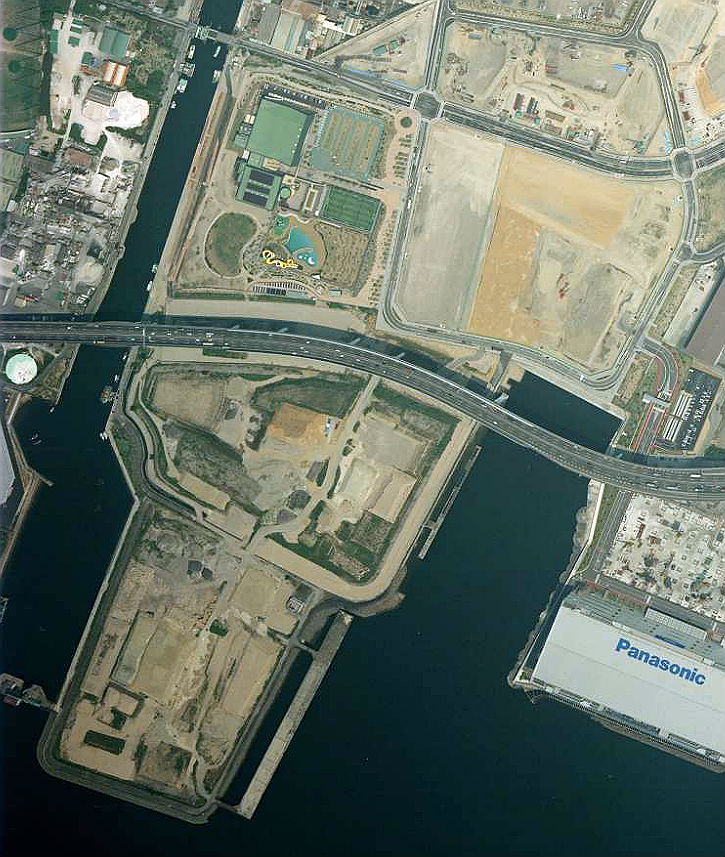
2006年の中央緑地全景　用地内を横断する阪神高速湾岸線の北方に、開設間もない「尼崎スポーツの森」が見える。東隣の空地は建設前のパナソニックプラズマディスプレイ第5工場予定地。　国土地理院 地図・空中写真閲覧サービスを基に作成

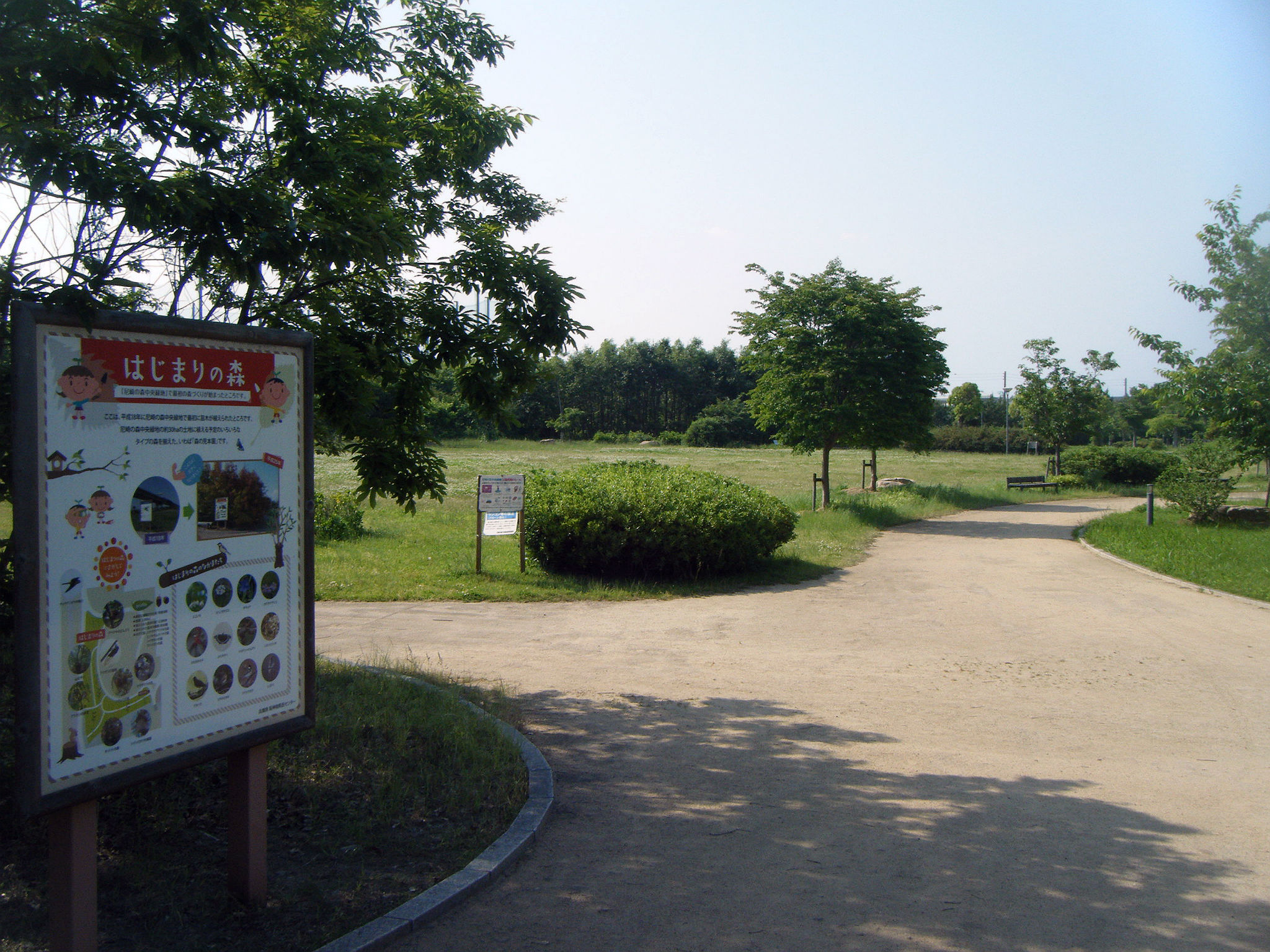
はじまりの森

当地には、かつて神戸製鋼所、関西熱化学、同和精鉱の工場群があったが、産業構造の変化や阪神・淡路大震災の被害等に伴い閉鎖を余儀なくされ、この地域の都市再生が緊急かつ重要な課題となった。
そこで、これら工場跡地と周辺地域を兵庫県が進めてきた「尼崎21世紀の森構想」の先行地区に位置付け、県の都市公園事業および港湾環境整備事業として進められることになる。
2006年（平成18年）5月、計画予定地（29.1ha）の北側6.6haに運動施設「尼崎スポーツの森」と一部の緑地「はじまりの森」が開園した。残る南側22.5haは、生物多様性を最大限に尊重した緑地公園として整備を進めている。

### 年表
- 2003年（平成15年）2月 - 兵庫県が「尼崎の森中央緑地基本計画策定委員会」を設置[3]
- 2004年（平成16年）1月 - 委員会が「尼崎の森中央緑地基本計画」を策定
- 2005年（平成17年）
  - 兵庫県が森づくりのための市民向け勉強会「アマフォレストの会」を発足[4]
  - 「尼崎の森中央緑地植栽計画検討会」を設置[5]
- 2006年（平成18年）
  - 5月31日 - 中央緑地（はじまりの森、尼崎スポーツの森）が供用開始[2][6]
  - 10月 - 尼崎スポーツの森が「のじぎく兵庫国体」の一競技会場となる
- 2008年（平成20年） - アマフォレストの会が、育苗・植栽等の実践的な市民活動組織へと改組[4]
- 2014年（平成26年）5月31日 - パークセンターが開設[7]
- 2015年（平成27年）
  - 5月8日 - アマフォレストの会が「みどりの愛護」功労者国土交通大臣表彰受賞[8][9]
  - 10月10日 - 大芝生広場が開園
- 2017年（平成29年）度 - 茅葺き民家が移築予定[10][11]

## 計画
中央緑地では「失われた自然環境を人々の『参画と協働』により回復・育成する（地域が育てる森）」ことで「成長した森が地域の人々に多くの自然の恵みを享受する（地域を育てる森）」ようになること、また大阪湾臨海地域の都市の再生を先導する森となることを目指し、整備事業が開始された。
緑地の整備にあたり、県では下記の「目標とする森の姿」が計画された。
- 散策やレクリエーション等ができる開放的で明るい疎林 - 「はじまりの森ゾーン」
- 適切な維持管理により四季折々の自然が楽しめる落葉広葉樹林 - 「落葉広葉樹林・草原ゾーン」
- 地域の原生的自然である照葉樹林 - 「照葉樹林ゾーン」「海浜ゾーン」

前述の3つの森において、自然体験・環境学習・健康増進等「交流・憩いの場」を形成するため、各々の特徴や利用の違いに応じた施設や植生が配置されており、それらは「はじまりの森」開園後も継続して進められている。

### 施設エリアと植生ゾーン
スポーツ･健康エリア（はじまりの森ゾーン）
スポーツ健康増進施設（プール、屋外施設等）、水辺の散策路（ジョギングコース等）
※開設済：尼崎スポーツの森
センターエリア
エントランス広場、多目的広場（パークヒル・防災避難地）、駐車場、管理施設等、草地、水辺の散策路
※開設済：パークセンター
県民の森エリア（落葉広葉樹林・草原ゾーン）
野外活動用地、森づくりワークショップ広場、環境学習基地、県民の森づくり実験林、自然育成基地、倉庫、多目的広場（防災避難地、臨時駐車場）、水辺の散策路、雨水池
※開設済：大芝生広場
自然の森エリア（照葉樹林ゾーン）
自然観察路、樹冠ウォーク、水辺の散策路
海辺エリア（海浜ゾーン）
人工干潟、人工磯、野鳥観察、海浜植生、水辺の散策路
※上記計画は2006年当時の内容を元に記述しており、その後大幅に変更された箇所（海辺エリア等）がある。

## 施設

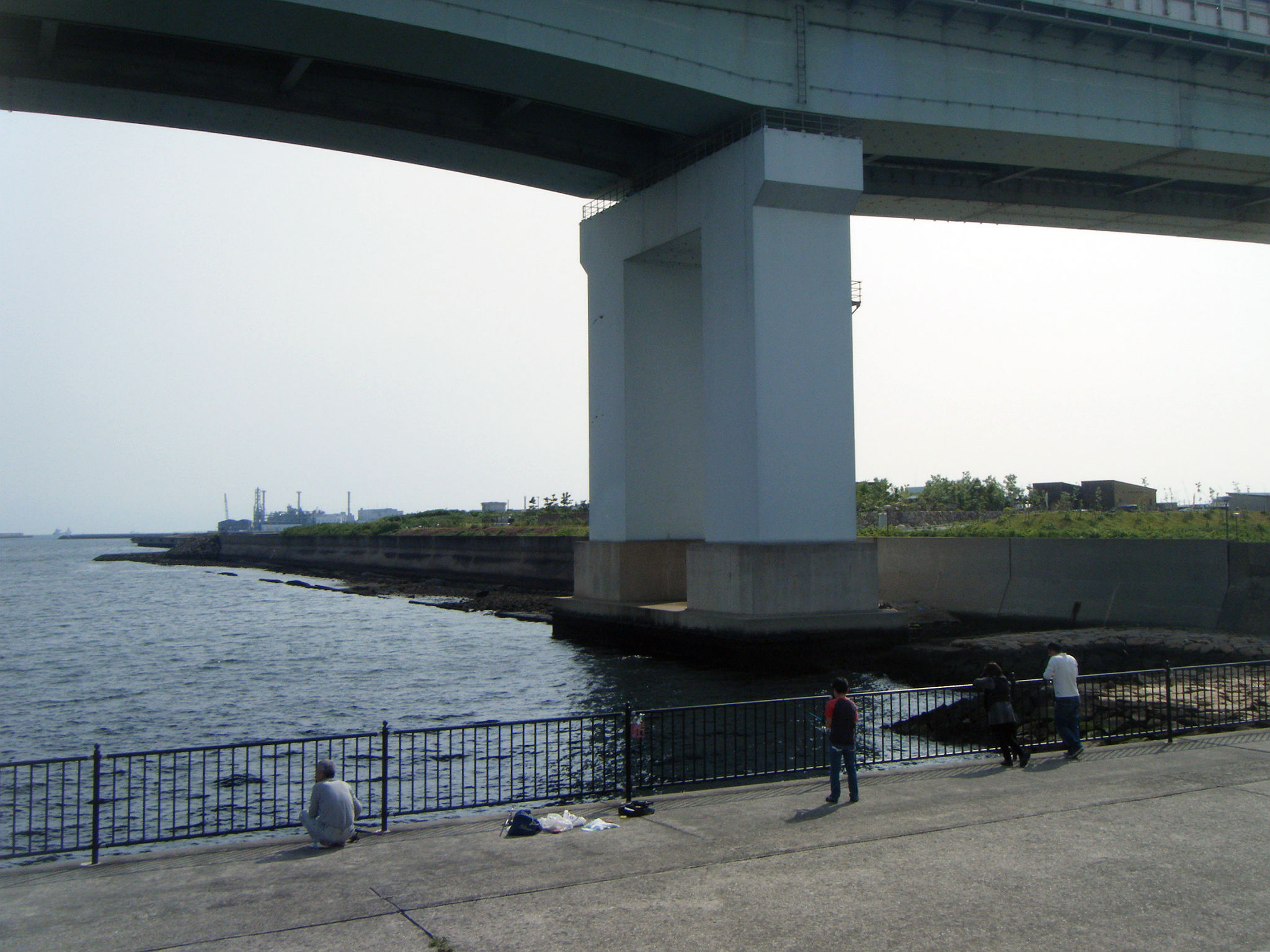
中央緑地を囲む防潮堤

### 所在地
尼崎市の南部（臨海部）に位置する。この地域は昭和の高度成長期に地盤沈下が進み、満潮時には海抜以下（ゼロメートル地帯）となるため防潮堤に囲まれているが、同緑地は整備にあたって堤防の高さまで盛土がなされている。
- 兵庫県尼崎市扇町33-4（パークセンター）[14]

### 尼崎スポーツの森

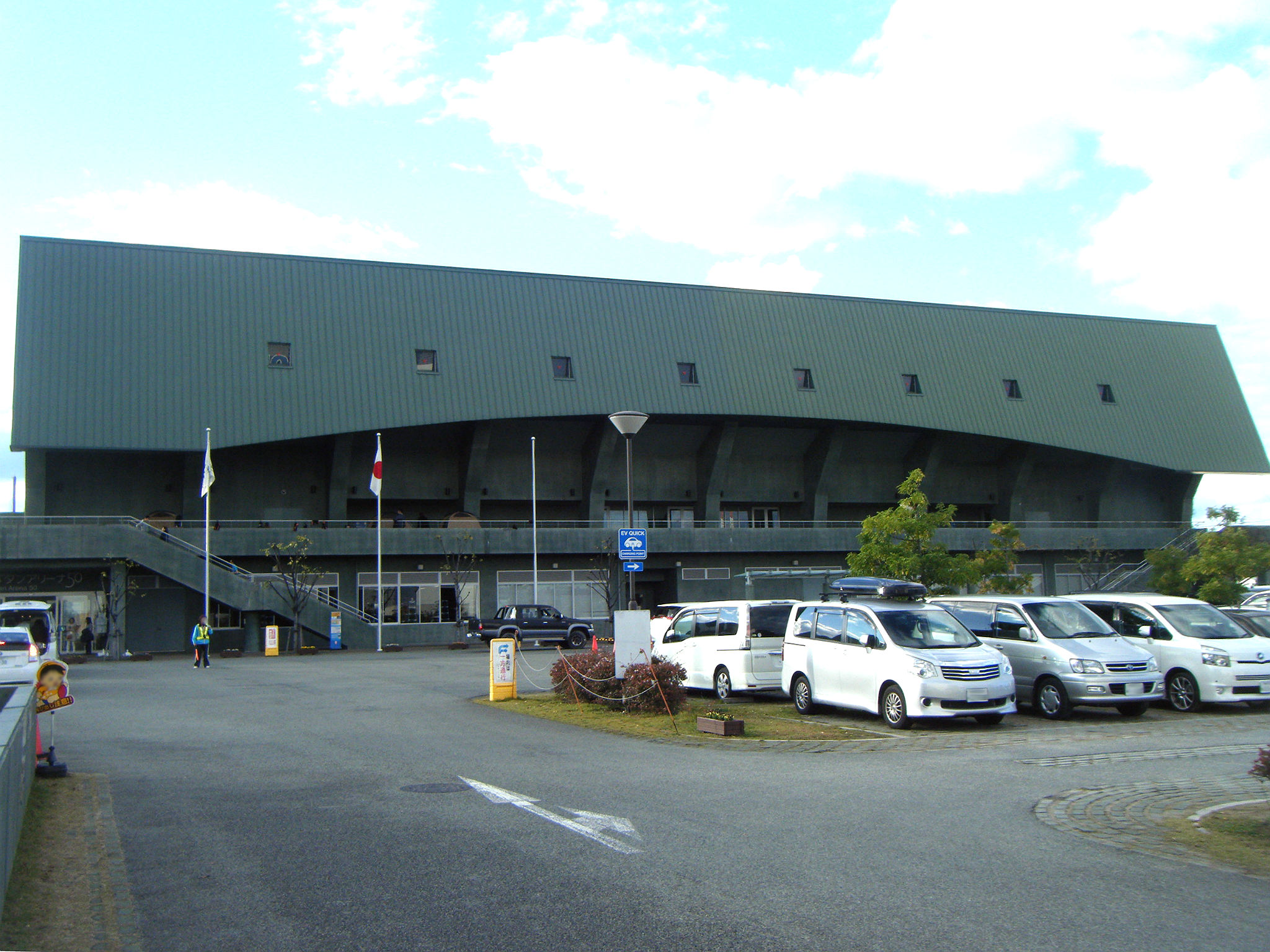
尼崎スポーツの森

緑地の北端にある、西日本最大級の複合スポーツ施設。2006年（平成18年）5月に竣工した。水泳をはじめ、アイススケート、フットサル、グラウンドゴルフ、フィットネス等の施設が充実している。同年10月には、「のじぎく兵庫国体」の競泳およびアーティスティックスイミングの競技会場となった。
また、当施設に隣接して、先行植栽された緑地「はじまりの森」がある。

### パークセンター

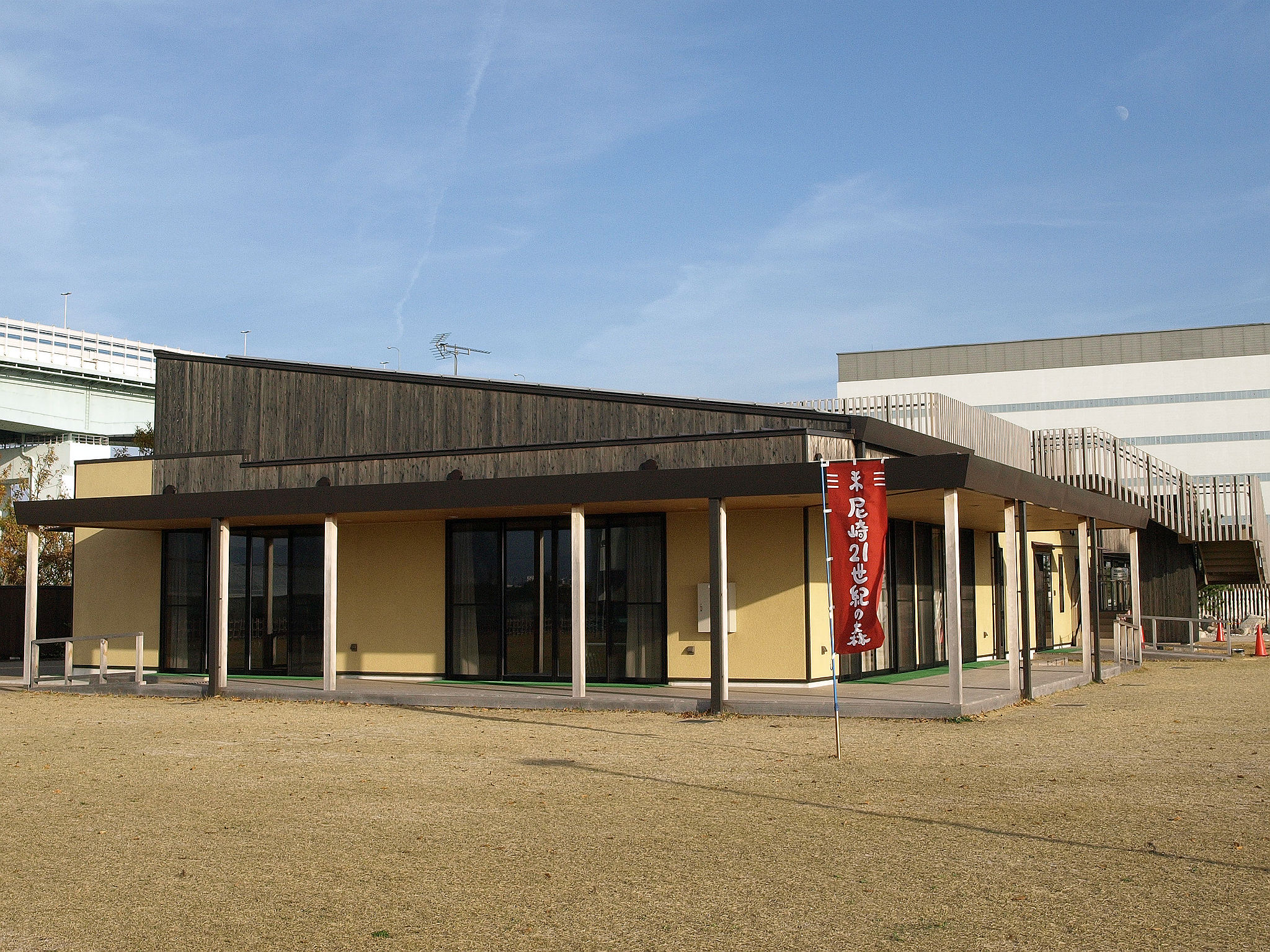
パークセンター

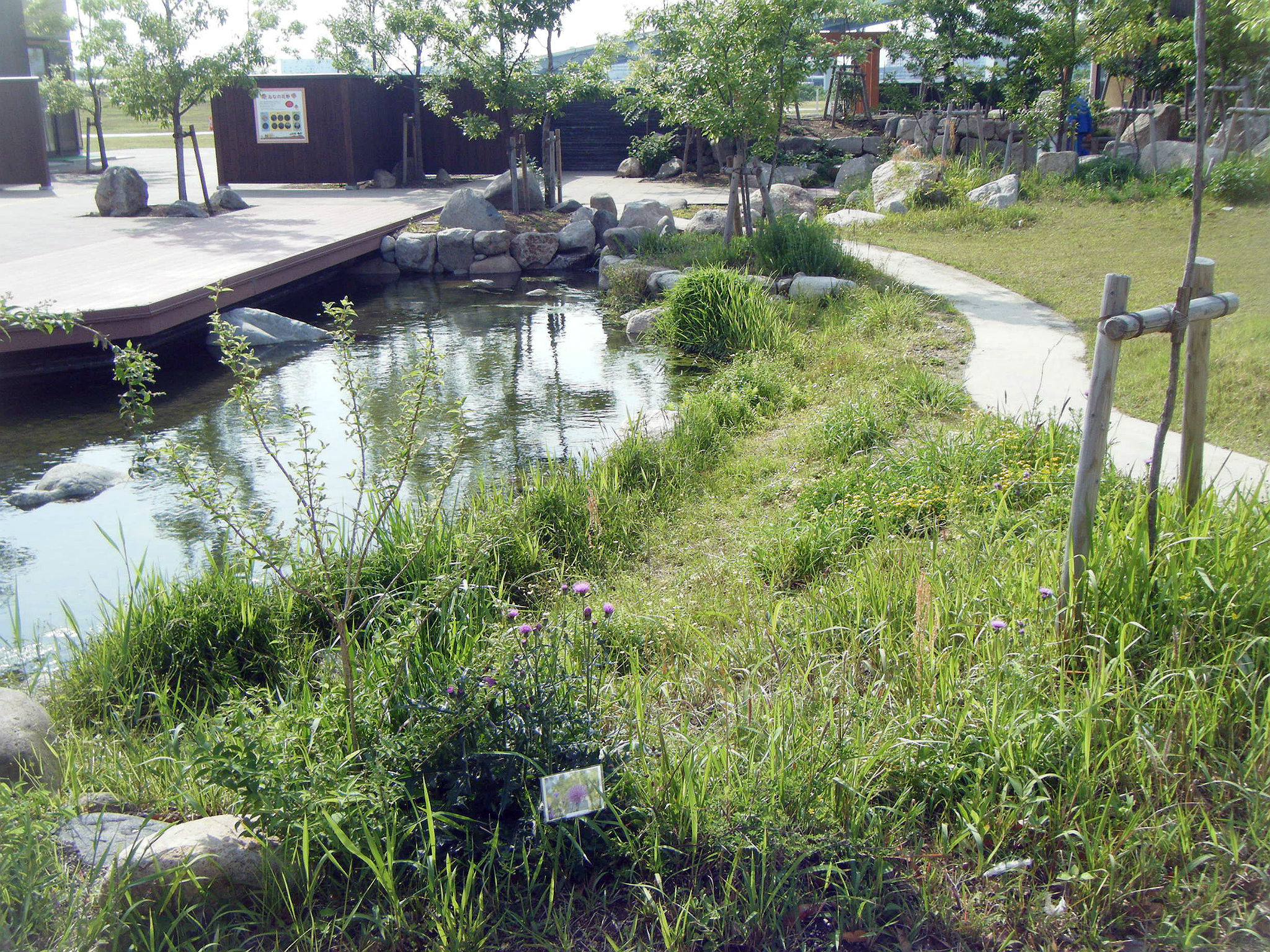
ゐなの花野

緑地の北東部、大芝生広場への入口にある管理施設。2014年（平成26年）5月に開設された。建物は兵庫県産材を活用した木造平屋建てで、屋上には太陽光発電や緑化スペースを設け、省エネルギーに配慮している。小学生をはじめとする環境学習、植樹・育樹やまちづくり活動の拠点となっている。
パークセンターに隣接して、苗木の手入れやミーティング等に使用される「作業棟」や、山・野・海の各ゾーンを模した庭園「ゐなの花野」等がある。

### 大芝生広場
緑地の中央部、阪神高速湾岸線を挟んで尼崎スポーツの森の南側にある広場。パークセンター開設後より芝生の植え付け・拡張を進め、2015年（平成27年）10月に広さ2.4haに及ぶ「大芝生広場」の名称で正式開園した。

### 萱葺き民家
2017年度に移築予定の木造平屋建・茅葺屋根の家屋。元は江戸時代後期、尼崎藩三条村（現・兵庫県芦屋市三条町）に建てられた庄屋・小阪家の住宅であった。
1994年（平成6年）に芦屋市の指定文化財となり、市内に移築される予定であったが、1995年（平成7年）の阪神・淡路大震災で全壊。その後も財政難のため先延ばしになっていた移築・復元を兵庫県が打診、市の教育委員会が快諾したことにより、中央緑地への移築が決定した。
移築後は県の文化財に指定され、日本の歴史や文化を学ぶための拠点施設として利用される予定である。

## 植生

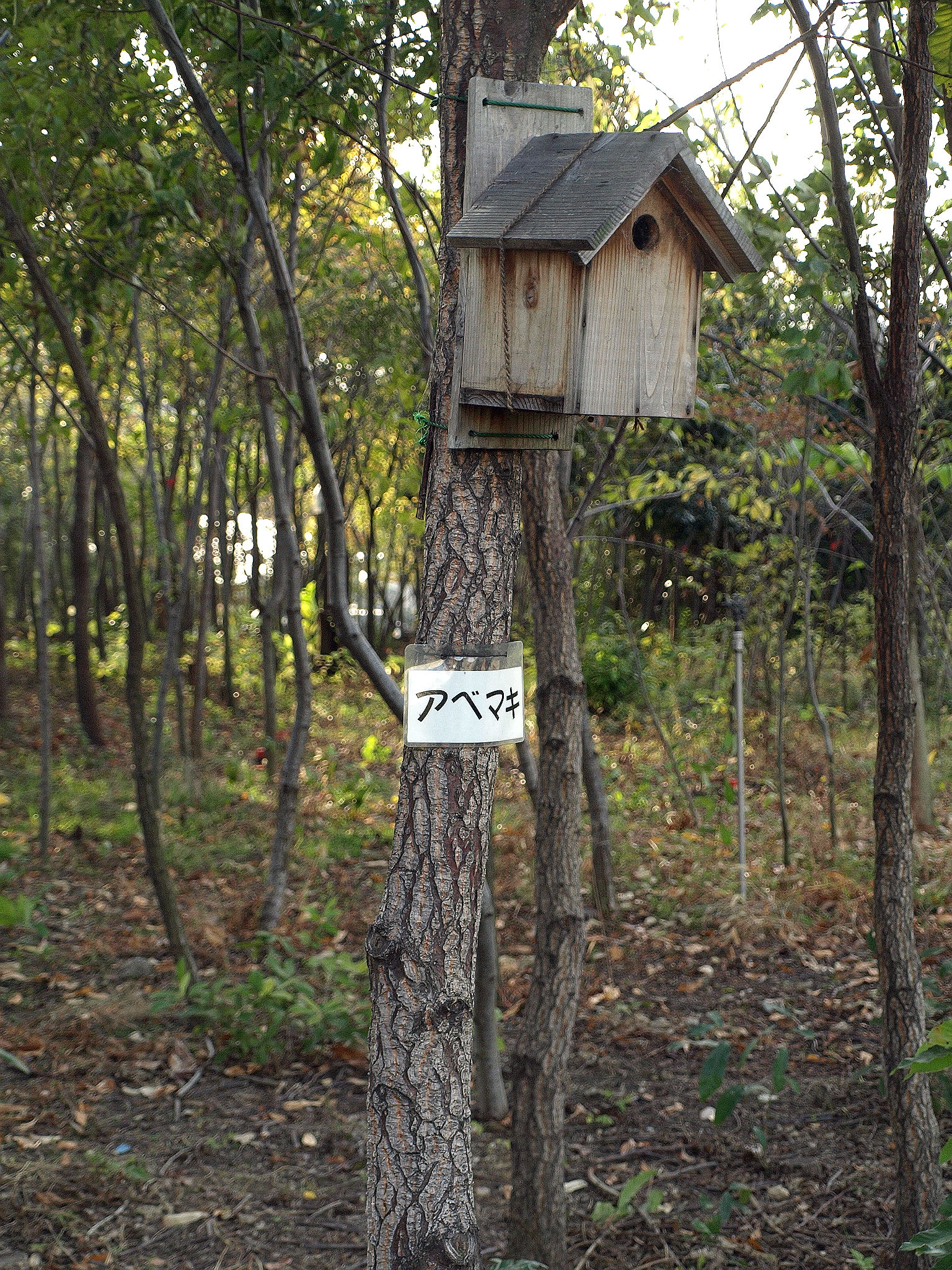
はじまりの森に先行植栽された樹木（アベマキ）

前述の「目標とする森の姿」に沿った3つの森および海辺において、「生物多様性」をキーワードに様々な種の植栽が行なわれている。

### はじまりの森ゾーン
中央緑地に導入する主な植生を先行的・試験的に植栽し、イベントや森づくりのための様々な調査を行なっている。

### 落葉広葉樹林・草原ゾーン
シバ群落、ススキ・ネザサ群集、チガヤ・ヒメジョオン群集
広場として使用できるシバの草原を中心として、その周囲に生物多様性の高いチガヤ草原、ススキ草原を創出する。
コナラ・アベマキ群集、クヌギ群落
定期的な伐採で維持される雑木林で、様々な高さの林がモザイク状に混在した生物多様性の高い環境を目指す。
エノキ・ムクノキ群集
階層の発達した生物多様性の高い森で、内陸側の植生に対して防風林的な役割も果たす。

### 照葉樹林ゾーン
コジイ・カナメモチ群集
地域の気象条件下で安定的に持続する、発達した照葉樹林を目指す。
ウバメガシ・トベラ群集
潮風の防風林として緑地外周部の海沿いに導入する。

### 海浜ゾーン
クロマツ群落
内陸側への防風林と同時に海岸部の風景を作る。
ハマゴウ・チガヤ群集
海浜部では砂浜を再生し、海浜部の植生の再生を図る。
シオクグ群集 他
部分的に河口の汽水域などに分布する塩沼地の植生の再生を試みる。
※上記計画は2006年当時の内容を元に記述しており、その後大幅に変更された箇所（海辺エリア等）がある。

## 育苗と植栽

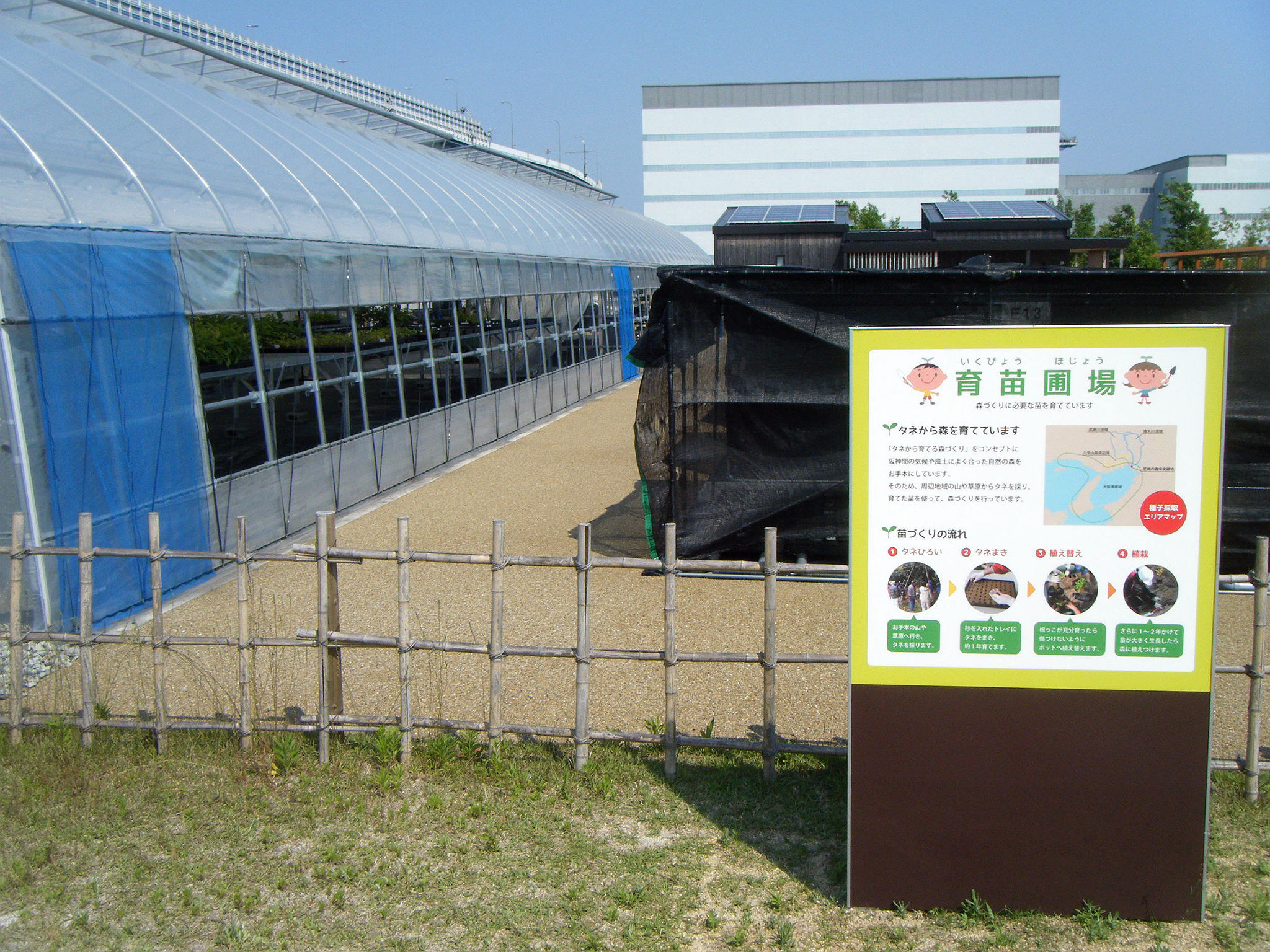
緑地内育苗施設（育苗圃場）

本事業では、兵庫県と県民・企業等が中心となって「昔、この地域にあった自然を取り戻す」を合言葉に、森づくりを進めている。生物多様性を尊重し、地域固有の遺伝子にこだわり、種を拾うところから始める試みは、この規模では世界でもここでしか行われていない、先進的な取り組みである。
また緑地内では、兵庫県が市民向け勉強会として発足した「アマフォレストの会」が、市民活動組織として育苗・植栽・管理などを自主的に行っている。

### 目標とする多様性
一般的な概念を元に、緑地内では以下の生物多様性を目標としている。
- 遺伝子 - 地元産の種子（遺伝子）を用いて苗を作る。種子は多くの親木より採取する。
- 種 - 地形に変化をつけ、多くの種類の草木を導入。それらにより多くの種類の昆虫や野鳥の飛来を期待する。
- 生態系 - 森の他に草原や湿地等、植生に適した環境を取り入れる。
- 景観 - 森づくりの取り組みを全国に発信、他地域における手本および固有の森づくりを推進する。

### スケジュール

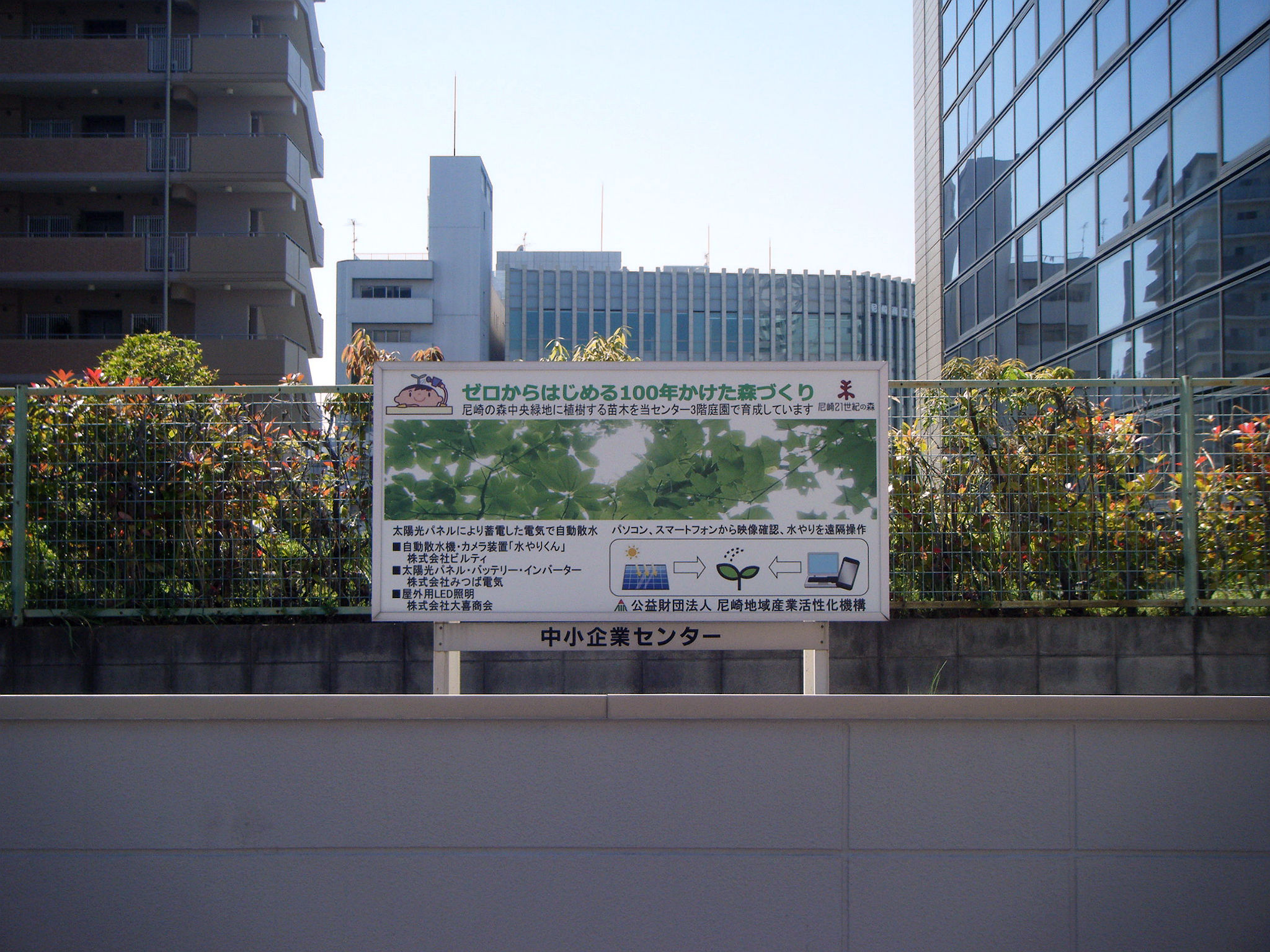
企業・団体の「苗木の里親」例（尼崎市中小企業センター）

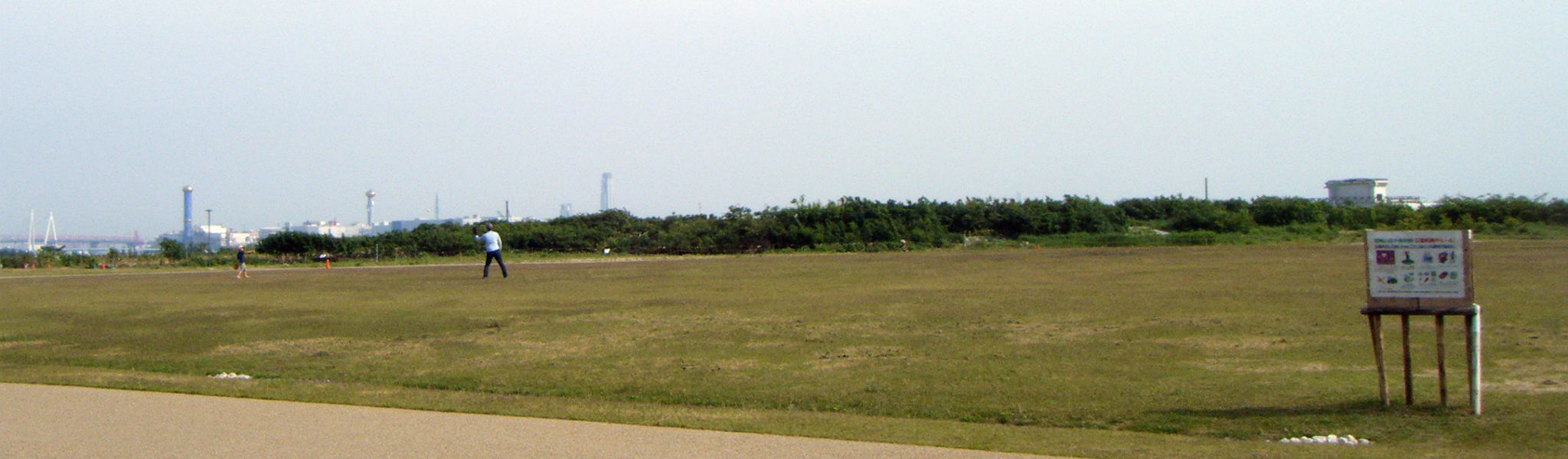
大芝生広場東側にある、植栽後4～5年の森 エノキ、コナラ、ウバメガシが植生している。（2016年5月）

種子の採取から森の形成まで、100年に渡る森づくりが計画されている。
タネ拾い
緑地周辺の猪名川・武庫川水系、六甲山系、大阪湾岸域などからドングリ等の種子（300種超）を採取する。
苗木作り
トレイに播いた種子を発芽させ、その後ポッドに移し替える。ポッドの苗木は、緑地内の育苗圃場の他、一般家庭や企業・学校などで「苗木の里親」として育てられる。
植栽
苗木がある程度大きくなれば緑地内に植樹する。集団で密植させることで、雑草が抑制されたり、風や乾燥に対して強くなる。また同じ樹種内で競争が起こり、より緑地内に適した個体が育ち、森を作る。
森の活動
植栽場所には苗木以外にも様々な植物が生える。特に外来種は1年で2m以上に伸びるほど生長し、植栽後間もない苗木が雑草に覆われることで光や養分を奪われ、生育に支障が出るため除草を行なう。

## 交通
- 阪神バス「尼崎スポーツの森」バス停下車 徒歩すぐ ※阪神出屋敷よりバス発車
  - パークセンターおよび大芝生広場までは、南へ徒歩約3分
- 駐車場は尼崎スポーツの森と、パークセンター前にある。利用料無料。